# Copa América de Fútbol de ConIFA 2022
La Copa América de Fútbol de ConIFA de 2022 fue la primera edición de la Copa América organizada por ConIFA. Se jugó del 17 al 19 de junio en Linares, Chile.

## El torneo
El 24 de enero de 2022, CONIFA anunció que Chile sería sede de la primera edición de la Copa América de ConIFA.

### Estadio
El torneo se llevó a cabo en la ciudad de Linares y todos los juegos se realizaron en el Estadio Fiscal de Linares.

### Mascota
La mascota oficial del torneo es Dromig, representando a uno de los 4 marsupiales que habitan en Chile, su nombre deriva de Dromiciops gliroides.

## Equipos participantes
| Equipos participantes | Equipos participantes | Equipos participantes | Equipos participantes |
| --------------------- | --------------------- | --------------------- | --------------------- |
| Aimara                | Maule Sur             | Mapuche               |                       |

 São Paulo se tuvo que retirar de la competencia por problemas en el viaje.

## Fase única

### Clasificación
| Pos. | Equipo    | Pts. | PJ | G | E | P | GF | GC | Dif. | Clasificación 2022 |
| ---- | --------- | ---- | -- | - | - | - | -- | -- | ---- | ------------------ |
| 1    | Maule Sur | 6    | 2  | 2 | 0 | 0 | 2  | 0  | +2   | Campeón            |
| 2    | Mapuche   | 3    | 2  | 1 | 0 | 1 | 3  | 2  | +1   | Subcampeón         |
| 3    | Aimara    | 0    | 2  | 0 | 0 | 2 | 1  | 4  | −3   | Tercer lugar       |

Actualizado a los partidos jugados el 19 de junio de 2022.
 Fuente: [? ]

### Partidos
Los partidos fueron sorteados el 11 de junio de 2022.
| 17 de junio de 2022 | Maule Sur      | 1:0 | Mapuche | Estadio Fiscal de Linares, Linares |  |
| 19:00               | Eric Acuña 79' |     |         |                                    |  |

| 18 de junio de 2022 | Aimara       | 1:3 | Mapuche                              | Estadio Fiscal de Linares, Linares |  |
| 15:00               | Luis Álvares |     | Yerson Tramanil · Gabriel Loncomilla |                                    |  |

| 19 de junio de 2022 | Maule Sur          | 1:0 | Aimara | Estadio Fiscal de Linares, Linares |  |
| 12:00               | Cristián Arrue 84' |     |        |                                    |  |

## Campeón
| Copa América de Fútbol de ConIFA 2022 |
| ------------------------------------- |
|                                       |
| Maule Sur 1º Título                   |

## Goleadores
2 goles
- Gabriel Loncomilla

1 gol
- Luis Álvares
- Yerson Tramanil
- Erick Acuña
- Cristián Arrue